# Stettner Ottó
Stettner Ottó (Gödöllő, 1943. augusztus 13. – Budapest, 2005. december 5.) magyar színész.

## Életpályája
Gödöllőn született, 1943. augusztus 13-án. Asztalosnak tanult és 1962-ben megnyerte az ipari tanulók Kecskeméten megrendezett országos szavalóversenyét. Abban az évben indult színészi pályája is a Békés Megyei Jókai Színháznál. 1974-től a kaposvári Csiky Gergely Színházhoz szerződött. 1981-tól alapító tagja volt a nyíregyházi Móricz Zsigmond Színház állandó társulatának. 1991-től szabadfoglalkozású színművészként dolgozott.

## Fontosabb színházi szerepei
- William Shakespeare: Szentivánéji álom... Orrondi
- William Shakespeare: Sok hűhó semmiért... Ferenc barát
- William Shakespeare: A windsori víg nők... Térdszalaghoz címzett fogadó gazdája
- William Shakespeare: Szeget szeggel... A követ
- William Shakespeare: Othello... Egy szigetlakó
- William Shakespeare: Troilus és Cressida... Paris inasa
- Molière: A fösvény... Keszeg, inas
- Molière: Amphitryon... Sosias
- Carlo Goldoni: A hazug... Balanzoni mester
- Pierre-Augustin Caron de Beaumarchais: A sevillai borbély... Jegyző
- Voltaire: Candide... szereplő
- Platón: Szókratész védőbeszéde... Melétosz
- Euripidész: Bakkhánsnők... Hírnök
- Bertolt Brecht: Koldusopera... Filch
- Bertolt Brecht: A szecsuáni jólélek... Rendőr
- Bertolt Brecht: A kaukázusi krétakör... szereplő
- George Bernard Shaw: Pygmalion... Férfi
- Eugène Ionesco: Rinocéroszok... Fűszeres
- Witold Gombrowicz: Esküvő... Második részeg és méltóságos áruló
- Carlo Gozzi – Friedrich Schiller: Turandot... Timur, Asztrahán elűzött királya
- Heinrich von Kleist: Amphitryon... Sosias
- Carlo Collodi – Litvai Nelli: Pinokkió... Gazda; Első nyúl
- Makszim Gorkij: Az áruló... Pjotr Kazarin
- Nyikolaj Vasziljevics Gogol: Kártyások... Krugel
- Fjodor Mihajlovics Dosztojevszkij: Ördögök... Sigaljov
- Mihail Afanaszjevics Bulgakov: Fehér karácsony... Zsilin
- Mihail Afanaszjevics Bulgakov:  Bíbor sziget... Hatteras kapitány
- Victor Hugo: Királyasszony lovagja... Camporeal gróf
- Victorien Sardou – Émile Moreau: Szókimondó Asszonyság... Savary
- Thornton Wilder: A mi kis városunk... Warren, rendőr
- Alexandre Breffort: Irma, te édes... Pingpong, bandatag
- Miroslav Krleľa: Galicia... Podravec, baka
- Robert Bolt: Kinek se nap, se szél... Cranmer
- Dennis Scott: Sir Gawain és a Zöld lovag... Fegyvernök
- Jiří Voskovec – Jan Werich: A nehéz Barbara... Hans Bols
- Thomas Middleton – William Rowley: Átváltozások... Jasperino
- Antonio Buero Vallejo: Az alapítvány... Első pincér
- Bán Zoltán – Dylan Thomas: Ébren álmunk erdejében... Fodor Richárd, kísértet, Fodor-Mentáné első férje
- Szigligeti Ede: II. Rákóczi Ferenc fogsága... Pater Knitellius, jezsuita
- Gaal József: A peleskei nótárius... Peleskei bíró; Tűzoltó; Hopfen
- Csepreghy Ferenc: Piros bugyelláris... Boros Dani, fiatal huszárkáplár
- Nóti Károly: Nyitott ablak... Sramek
- Molnár Ferenc: Józsi... Ószeres
- Molnár Ferenc: Játék a kastélyban... Lakáj
- Molnár Ferenc: Doktor úr... Csató
- Szép Ernő: Patika... Provizor
- Móricz Zsigmond: Úri muri... Fancsali szomszéd
- Móricz Zsigmond: Lúdas Matyi... Dobos
- Németh László: Galilei... Gipsius bíboros
- Németh László: A két Bolyai... Lőrinc, inas
- Remenyik Zsigmond: Az atyai ház... Józsi bácsi
- Barabás Tibor – Gádor Béla: Állami áruház... szereplő
- Gádor Béla: Lyuk az életrajzon... Kemény
- Sarkadi Imre: Oszlopos Simeon... Postás
- Tamási Áron: Búbos vitéz... Bog, sáfár Hujkinál
- Sütő András: Csillag a máglyán... Arzellier
- Sütő András: Egy lócsiszár virágvasárnapja... Tronkai Vendel
- Páskándi Géza: Éljen a színház!... Mártonfalvi József, színész
- Páskándi Géza: Lélekharang... Tömlöcőr, magyar
- Ratkó József: Segítsd a királyt!... Walter, csatlós
- Gyurkovics Tibor: Bombatölcsér... Pincér
- Bereményi Géza: Halmi, vagy a tékozló fiú... Rózner
- Kárpáti Péter: Akárki... Rendőr
- Nyerges András: Az ördög győz mindent szégyenleni... ... Karácsony Péter
- Bulat Salvovics Okudzsava – Várady Szabolcs – Fodor Géza: Merszi! - avagy Sipov kalandjai... Sljahtyin
- Joe Masteroff – John Kander – Fred Ebb: Kabaré... Max
- John Kander – Fred Ebb: Chicago... szereplő
- Ödön von Horváth: Mesél a bécsi erdő... Havlitschek
- Eisemann Mihály: Bástyasétány 77... Patkó
- Kálmán Imre: Csárdáskirálynő... Miska, főpincér
- Jacobi Viktor: Sybill... Őr

## Filmek, tv
- Fehér sereg (1971)
- III. Richárd (1973)
- Segesvár (1976)
- Veri az ördög a feleségét (1977)
- A kétfenekű dob (1978)
- Szabadíts meg a gonosztól (1979)
- Végkiárusitás (1979)
- Vasárnapi szülők (1980)
- Shakespeare: Szeget Szeggel  (színházi előadás tv-felvétele, 1980)
- Nagyvárosi kanyarok (1981)
- Shakespeare: Szentivánéji álom (színházi előadás tv-felvétele, 1981)
- Ál Petőfi (1982)
- Bambini di Prága, 1947 (1982)
- Alagút (1982)
- Búbos vitéz (színházi előadás tv-felvétele, 1983)
- Elveszett illúziók (1983)
- Te rongyos élet (1983)
- Megfelelö ember kényes feladatra (1985)
- Idő van (1986)
- Linda (sorozat)

- Software című rész (1986)
- Az utolsó nyáron (1991)
- Sose halunk meg (1993)

## Hanglemez
- Lázár Ervin: Szegény Dzsoni és Árnika  (1982)... Ipiapacs